# Sony Xperia XZs
Il Sony Xperia XZs è uno smartphone di Sony, presentato al Mobile World Congress 2017 come il successore del Sony Xperia XZ uscito nel 2016.
Si tratta del primo smartphone al mondo insieme all'XZ Premium ad avere una fotocamera in grado di registrare brevi video a 960 fotogrammi al secondo.

## Hardware

### Design
Xperia XZs ha un vetro Gorilla Glass di versione non specificata a proteggere lo schermo da 5.2" full HD, i sensori di prossimità e luminosità, i LED di notifica e i 2 speaker stereo nella parte anteriore, il frame laterale è in nylon mentre dietro c'è una back cover in metallo ALKALEIDO.
Le dimensioni sono identiche al predecessore Xperia XZ e sono di 146 x 72 x 8.1 millimetri.

### Connettività
Il dispositivo è dotato di connettività 2G GSM, 3G HSPA e 4G LTE quad-band, Wi-Fi 802.11 a/b/g/n/ac dual-band, Bluetooth 4.2 (con A2DP, aptX, LE), GPS (con A-GPS, GLONASS e BDS), NFC e USB 2.0 tipo C. Invece è assente la radio FM.

### Schermo
XZs è dotato di uno schermo IPS LCD da 5,2 pollici con risoluzione full HD (1920 x 1080 pixel), con stessa diagonale e risoluzione di Xperia XZ e Xperia Z5.

### Chipset e memoria
XZs ha lo stesso chipset del predecessore XZ ovvero il Qualcomm Snapdragon 820 con CPU quad-core e GPU Adreno 530. Ha 4 GB di memoria RAM, 32 GB di memoria interna e slot d'espansione microSD nella versione G8231. Nella versione G8232 ha dual SIM, 4 GB di RAM, 64 GB di memoria interna ed slot d'espansione microSD nello slot della seconda SIM (ibrido).

### Fotocamere
Sony ha introdotto con Xperia XZs e Xperia XZ Premium i primi sensori d'immagine a 3 strati con memoria di tipo stacked per smartphone. Il nuovo sensore, conosciuto internamente come Sony IMX400, ha un chip di memoria RAM, che serve come un buffer di grandi dimensioni e veloce in cui la fotocamera può scaricare temporaneamente foto e video senza aspettare necessariamente la memorizzazione dei dati nella memoria interna dello smartphone, funzionando come la RAM di uno smartphone.
La fotocamera posteriore, denominata Motion Eye, è da 19 megapixel, con obiettivo Sony G Lens da 25 mm con apertura massima di f/2.0, pixel pitch di 1,22 micrometri, messa a fuoco automatica ibrida predittiva, video in Super Slow Motion a 960 fps a risoluzione 720p per 0.18 secondi, video con ISO 12800/4000, video con stabilizzazione a 5 assi SteadyShot, video in 4K 2160p@30fps, Full HD 1080p@30/60 fps, HD 720p@120 fps, zoom digitale 8x.
La fotocamera anteriore è una 13 megapixel, con apertura massima di f/2.0 e stabilizzazione SteadyShot a 5 assi.

### Batteria
Xperia XZs ha una batteria da 2900 mAh con porta USB 2.0 di tipo C.

### Audio
Xperia XZs ha il classico jack audio da 3.5 mm, ha la tecnologia di Sony di codifica audio LDAC e speaker audio stereo.

## Software
Il Sony Xperia XZs è stato lanciato con il sistema operativo Android 7.1 Nougat, con la classica interfaccia utente minimalista di Sony e il risparmio energetico Smart Stamina.